# Sailing the Seas of Cheese
Sailing the Seas of Cheese — другий студійний альбом американського гурту Primus, виданий 14 травня 1991 року на лейблі Interscope Records.

## Список композицій
| #   | Назва                                          | Тривалість |
| --- | ---------------------------------------------- | ---------- |
| 1.  | «Seas of Cheese»                               | 0:42       |
| 2.  | «Here Come the Bastards»                       | 2:55       |
| 3.  | «Sgt. Baker»                                   | 4:16       |
| 4.  | «American Life»                                | 4:32       |
| 5.  | «Jerry Was a Race Car Driver»                  | 3:11       |
| 6.  | «Eleven»                                       | 4:19       |
| 7.  | «Is It Luck?»                                  | 3:27       |
| 8.  | «Grandad's Little Ditty»                       | 0:37       |
| 9.  | «Tommy the Cat»                                | 4:15       |
| 10. | «Sathington Waltz»                             | 1:42       |
| 11. | «Those Damned Blue-Collar Tweekers»            | 5:20       |
| 12. | «Fish On (Fisherman's Chronicles, Chapter II)» | 7:45       |
| 13. | «Los Bastardos»                                | 2:39       |

## Учасники запису
| Manic Street Preachers - Лес Клейпул — вокал, бас-гітара, кларнет Технічний персонал - Лоз Вільямс — продюсування, клавішні - Алекс Сільва — продюсування - Тім Янг — мастеринг | Додаткові музиканти - Сіан Сіаран — клавішні на «Futurology» і «The Next Jet to Leave Moscow» - Кейт ле Бон — бек-вокал на «Let’s Go to War» - Гевін Фітцджон — бек-вокал на «Let’s Go to War» - Ейч Гоклайн — бек-вокал на «Let’s Go to War» - Ніна Госс — вокал на «Europa Geht Durch Mich» - Джорджія Рут — вокал і арфа на «Divine Youth» - Грін Гертсайд — вокал на «Between the Clock and the Bed» - Нік Нейсміт — клавішні на «The Next Jet to Leave Moscow» і «Divine Youth» - Річ Бік — бубен на «Divine Youth» - Berliner Kneipenchor — хор на «Misguided Missile» |